# Chinesische Akademie der Tibetischen Sprache für Höhere Buddhistische Studien
| Tibetische Bezeichnung                                                      |
| --------------------------------------------------------------------------- |
| Wylie-Transliteration: krung go'i bod brgyud mtho rim nang bstan slob gling |
| Chinesische Bezeichnung                                                     |
| Vereinfacht: 中国藏语系高级佛学院                                           |
| Pinyin:Zhongguo Zangyuxi Gaoji Foxueyuan                                    |

Die Chinesische Akademie der Tibetischen Sprache für Höhere Buddhistische Studien (tib. krung go'i bod brgyud mtho rim nang bstan slob gling; chin. Zhongguo Zangyuxi Gaoji Foxueyuan 中国藏语系高级佛学院) bzw. Chinesische Lamaistische Akademie wurde 1987 vom 10. Penchen Lama, Chökyi Gyeltshen (1938–1989), gegründet, der selbst auch ihr erster Direktor war. Es ist eine Art Hochschule, "die höchste staatlich geförderte Bildungseinrichtung für tibetische Reinkarnationen und Mönche" mit Sitz im Westlichen Gelben Tempel im Pekinger Stadtbezirk Dongcheng.
Die Mönchsstudenten des Buddhistischen Instituts sind vor allem Trülkus des tibetischen Buddhismus aus dem Autonomen Gebiet Tibet, Qinghai, Sichuan, Gansu, Yunnan und anderen tibetischen Gebieten und der Inneren Mongolei, Liaoning, Xinjiang und anderen mongolischen Regionen.
Neben den buddhistischen Studien spielt auch die Loyalität gegenüber Staat und Partei in der Ausbildung eine Rolle: „Die ideologischen Kriterien, die in Artikel 2 der „Verwaltungsmaßnahmen [für die Reinkarnation Lebender Buddhas des tibetischen Buddhismus]“ genannt sind, spiegeln das „politisch korrekte“ Profil eines erfolgreichen Kandidaten wider.“
Direktor ist seit 2003 Jamyang Lobsang Jigme Thubten Chökyi Nyima ('jam dbyangs blo bzang 'jigs med thub bstan chos kyi nyi ma; geb. 1948) aus Gangca (Kangtsha) in Qinghai, der 6. Jamyang Shepa.
Das 2011 eröffnete Tibet-Institut für Buddhismus in Lhasa folgt dem Vize-Präsidenten des Autonomen Gebiets Tibet, Hao Peng, zufolge seinem Bildungsmodell, worin „moderne Instituts-Bildung mit traditioneller Kloster-Erziehung verbunden“ werden.

## Direktoren
- 1987–1989 Penchen Erdeni, Chökyi Gyeltshen (chos kyi rgyal mtshan; 1938–1989)
- Chesho Lobsang Pelden Lungrig Gyatsho (che shos blo bzang dpal ldan lung rig rgya mtsho; 1934–2001) (Vizedirektor 1991–2001)
- Nagtsang Champa Ngawang Damchö Thrinle (nags gtsang byams pa ngag dbang dam chos 'phrin las) (Vizedirektor 1988–)
- seit 2003 Jamyang Lobsang Jigme Thubten Chökyi Nyima ('jam dbyangs blo bzang 'jigs med thub bstan chos kyi nyi ma; geb. 1948) aus Gangca (Kangtsha) in Qinghai, der 6. Jamyang Shepa